# Gregurovec (gmina Mihovljan)
Gregurovec – wieś w Chorwacji, w żupanii krapińsko-zagorskiej, w gminie Mihovljan. W 2011 roku liczyła 332 mieszkańców.